# Müraia
La collina con la Müraia, in Val Bregaglia nel cantone dei Grigioni, fu l'antica sede della famiglia Castelmur, di cui si hanno le prime notizie datate all' anno 1179.
Nel quindicesimo secolo il loro castello venne distrutto e la famiglia si stabilì a Vicosoprano, tempo dopo a Coltura. I Castelmur possedevano beni anche ad Isola a Sils Baselgia, nella valle Engadina.
Il colle tuttavia era conosciuto già molto prima del 1179. La colonizzazione della valle risale a partire dal 3500 avanti Cristo ed è documentata dalla stele preistorica esposta nel museo Ciäsa Granda a Stampa di Bregaglia.
Su una carta geografica romana, conosciuta con il nome di Itinerario antonino del 250 dopo Cristo sono segnati, fra altri, i seguenti tre nomi:
- Summus lacus (Somalco, sotto Chiavenna)
- Murus (edificazione presso La Porta)
- Tinnetio (Tinizong-Rona, la odierna frazione di Bivio di Surses)

Alcuni scavi nei pressi della Müraia, dove passa l'antica strada, hanno portato alla luce anche un reperto molto importante: un altaretto con incise le parole «MERCURIO CISSONICO MATUTINO VALERIUS GERMANI». L'altaretto, che si trova nel museo di Coira, era adoperato come specie di amuleto che i Romani portavano con sé nei loro lunghi viaggi in Rezia (l'odierno cantone dei Grigioni), per essere protetti da pericoli di ogni genere svolgendo dunque una funzione apotropaica.

## Fonti
- Materiale didattico dell'istruzione primaria della zona della Val Bregaglia.